# Операция «Осень»
Операция «Осень» (лит. Operacija «Ruduo») — массовая депортация, осуществлённая МГБ СССР на территории Литовской ССР осенью 1951 года, в ходе которой более 20 000 человек были принудительно перевезены в отдалённые регионы Советского Союза. 
Это была последняя крупная депортация в серии советских депортаций из Литвы. Операция представляла собой кампанию по раскулачиванию, специально нацеленную на крестьян, которые сопротивлялись коллективизации и отказывались вступать в колхозы.

## Подготовка
После двух крупных депортаций в мае 1948 года и в марте 1949 года прогресс коллективизации в Литовской ССР подскочил с 3,9% в январе 1949 года до 60,5% в январе 1950 года. Однако темпы коллективизации в Литве всё ещё были не такими быстрыми, как в Латвии или Эстонии, где к концу 1949 года было коллективизировано 93% и 80% хозяйств соответственно. Советские власти, стремясь завершить принудительную коллективизацию в Литве, начали подготовку к массовой депортации крестьян, отказавшихся вступать во вновь созданные колхозы. 5 сентября 1951 года Совет Министров Советского Союза издал постановление № 3309-1568cc «О депортации кулаков и их семей с территории Литвы». Указ был подписан Иосифом Сталиным и Михаилом Помазневым, и предписывал «навечно перевести 4000 анти-колхозных кулаков и их семей в Красноярский край и Томскую область».
Брифинг МГБ Литовской ССР состоялся 6 сентября 1951 года. Списки депортированных должны были быть подготовлены местной администрацией и комитетами Коммунистической партии Литвы. Сводный список, подготовленный МГБ, включал 4 215 семей (14 950 человек). Некоторые из них уже вступили в колхозы и были названы «сочувствующими кулакам». После чего, МГБ составило первичные и вспомогательные списки из 4007 и 998 семей соответственно, в результате чего итоговое число в списке составляло 5 005 семей. Списки были утверждены Советом Министров Литовской ССР. В списки были включены не только литовцы, но и представители польского меньшинства в Литве. Хотя данные не являются полными, по оценкам, в ходе операции было депортировано от 1100 до 1200 поляков.

## Депортации
Депортация осенью 1951 года была проведена в несколько отдельных мероприятий:
| Дата                     | Депортированные люди, количество (данные Анушаускаса) | Депортированные люди,количество (данные Тумавичюса) | Место назначения                    | Депортированные люди                                  |
| ------------------------ | ----------------------------------------------------- | --------------------------------------------------- | ----------------------------------- | ----------------------------------------------------- |
| 20—21 сентября 1951 года | 3 807                                                 | 2 987                                               | Иркутская область                   | Родственники, сторонники и посланники партизан        |
| 2—3 октября 1951 года    | 16 485                                                | 15 537                                              | Томская область и Красноярский край | 5 278 детей, 39 из которых умерли во время депортации |
| 30 ноября 1951 года      | 452                                                   |                                                     | Бийский район Алтайского края       | Крестьяне                                             |

Операцией руководили Пётр Капралов и Яков Едунов. Каждые несколько часов они отправляли информацию о ходе операции Семёну Игнатьеву. Операция потребовала большой рабочей силы и задействовала 3818 офицеров МГБ, 11 270 сотрудников внутренних войск МГБ, солдат истребительного батальона и ополченцев, а также около 8000 активистов Коммунистической партии. Эти люди были организованы в более чем 3000 оперативных подразделений, состоящих из одного оперативника МГБ, двух бойцов батальонов уничтожения, двух солдат МГБ и активистов. Единое подразделение отвечало за депортацию от одной до трех семей: пробуждение семьи (депортации проводились ночью), обеспечение того, чтобы никто не сбежал, составление списка депортированных и проверка их данных, контроль за упаковкой личных вещей семьи и их доставкой на указанную железнодорожную станцию. Партийные активисты оставались в домах, чтобы зарегистрировать оставшееся имущество, которое должно было перейти во владение колхоза.Депортированных погрузили в вагоны для скота без удобств, и они провели около месяца в пути в Томскую область и Красноярский край.